# الحياة اليومية لطلاب الثانوية
الحياة اليومية لطلاب الثانوية (باليابانية: 男子高校生の日常) (بالإنجليزية: Daily Lives of High School Boys)‏، تنطق: دانشي كوكوسي نو نيتشيجو (بالإنجليزية: Danshi Kōkōsei no Nichijō)‏. هي سلسلة مانغا يابانية من تأليف ورسم ياسنوشو ياماوشي. نُشرت المانغا في مجلة جانجان أونلاين في 21 مايو 2009 وحتى 27 سبتمبر 2012، وتكونت من 7 مجلدات. أنتجت إلى مسلسل أنمي تلفزيوني من قبل استوديو سنرايز، عرض الأنمي في 9 يناير عام 2012 واستمر عرضه حتى 26 مارس عام 2012، تمَّ ترخيص عرض الأنمي في شمال القارة الأمريكية وأستراليا. وتم إعداد فيلم سينمائي ذي أدوار تمثيلية حقيقية أخرجه دابجو ماتسوي، وعُرِض في اليابان في 12 أكتوبر 2013.

## وصلات خارجية
- الحياة اليومية لطلاب الثانوية على موقع ANN manga (الإنجليزية)